# 長尾山鳩
長尾山鳩（學名：Gymnophaps mada）是鳩鴿科山鳩屬的一種鳥，為印尼特有種，僅分布於布魯島的山地與低地樹林中。本種與斯蘭島的斯兰山鸠過去被認為是同種，後來因外觀差異而被拆分為兩種。本種以果實為食，繁殖季為10月至12月。本種略有兩性異形，雌性體型較小，胸部顏色偏向酒紅色。

## 分類
山鳩屬的學名Gymnophaps來自古希臘文的γυμνος（gumnos，意指「裸露」）與φαψ（phaps，意指「鴿子」），本種的種小名mada則來自模式產地馬達山（Mt. Mada）。世界鳥類學家聯合會則將本種的學名定為布魯山鳩（Buru mountain pigeon）。
長尾山鳩於1899年由德國鳥類學家恩斯特·哈特特基於自布魯島上馬達山採集的標本描述發表，當時被歸入鴿屬（Columba）中。1900年他表示若山鳩屬（Gymnophaps，當時僅有裸眶山鸠一種）為有效名稱，則應將長尾山鳩也歸入山鳩屬，但他個人傾向取消山鳩屬，將裸眶山鸠與長尾山鳩都併入鴿屬。1937年美國鳥類學家詹姆士·L·彼得斯在其著作《世界鳥類清單》（Check-list of the Birds of the World）中將兩種山鸠都歸入山鳩屬。
山鳩屬目前包括長尾山鳩、裸眶山鸠、斯兰山鸠與所島山鳩等4種物種，分布範圍包括摩鹿加群島與美拉尼西亞（新幾內亞與所羅門群島），其中斯兰山鸠過去被當作長尾山鳩的一個亞種，但2007年因外觀差異而被學者認定為獨立物種，目前長尾山鳩沒有其他亞種。

## 外觀
長尾山鳩為中型鳩類，尾與翅較長，體長33至38.5公分，頭頂與頸部呈藍灰色，背側為石灰色，喉部與胸部為白色至淡黃/淡粉紅色，腹部為淡粉紅色；翅上飛羽與尾羽為帶有綠色光澤的黑色，初级飞羽與尾羽末端有狹窄的淡色邊紋；喙為黃色，其基部則稍帶紅色；眼的虹膜為灰色、淺棕色或黃色，眼邊緣為紅色或橘色；腿為紅紫色至紅棕色。本種外觀有一定程度的兩性異形，雌鳥體型稍小，且胸部較偏向酒紅色，喙與蠟膜較偏深紅色。幼鳥背部為棕色，喉部與胸部有深色斑紋，腹部則較近赭黃色，其喙為灰色，喙的末端為白色，基部蠟膜為紅色，腿部也為紅色。
長尾山鳩的叫聲尚不清楚，可能與山鳩屬其他物種一樣很少發出叫聲。

## 生態及習性
長尾山鳩為印尼布魯島的特有種鳥類，主要棲息在山區樹林中，但也會飛至低地樹林覓食，即夜晚一般在山區棲息，早晨至低地覓食後，在入夜前回到山區。其分布海拔範圍為0至2060公尺，但主要集中在650至1760公尺處。
長尾山鳩通常單獨或成對出現，10月至12月的繁殖季會成小群（不超過11隻）出現，但其他時候也可能聚集成群。本種以果實為食，主要食物應為樹冠層樹種的果實，但也有取食海岸樹種果實的紀錄。本種族群數量穩定，目前被IUCN列為無危物種，1989年統計族群共有約43,000隻，現時數量估計介於2萬至5萬間，其棲息的山區樹林受棲地破壞影響相對較小，尚未面臨顯著威脅。